# Bol Bol
Bol Manute Bol (Jartum, Sudán; 16 de noviembre de 1999) es un baloncestista sudanés, nacionalizado estadounidense, que pertenece a la plantilla de los Phoenix Suns de la NBA. Con 2,21 metros de estatura, ocupa la posición de pívot. Es hijo del que fuera también jugador profesional de la NBA Manute Bol.

## Primeros años
Bol nació en Jartum, hijo de Ajok Kuag y el ya fallecido baloncestista Manute Bol, siendo el primer hijo de la pareja. Se le llamó así como homenaje a su bisabuelo y jefe dinka Bol Chol Bol. En 1998, tras un ataque con misiles de las fuerzas armadas de los Estados Unidos durante la segunda guerra civil sudanesa, Manute fue acusado de ser un espía de los Estados Unidos, y le fue prohibido por el gobierno sudanés viajar a aquel país. En 2001 su familia viajó a El Cairo, Egipto, donde estuvieron retenidos durante meses debido a un problema con sus visados, a pesar de que amigos suyos americanos les habían conseguido billetes para volar a Estados Unidos.
Al año siguiente, cuando Bol tenía dos años de edad, se desplazaron a Connecticut como refugiados políticos. Alentado por su padre, comenzó a jugar al baloncesto a los cuatro años, aunque inicialmente era reacio. A los 7 años se trasladaron a Olathe, Kansas, una ciudad con una importante colonia sursudanesa.

## Trayectoria deportiva

### High School
Su etapa de secundaria transcurrió en cuatro institutos de tres estados diferentes, debido a que empezó a destacar y muchos centros se fijaron en él. Su temporada júnior la pasó en el Mater Dei High School de Santa Ana, California, donde promedió ese año 16,5 puntos, 8,6 rebotes y 2,9 tapones por partido, llevando a su equipo a la final de la California Interscholastic Federation.
En noviembre de 2017 fue transferido al Findlay Prep en Henderson, Nevada, al parecer por motivos familiares. En esta su última temporada de high school promedió 20,4 puntos, 8,2 rebotes y 2,4 tapones por partido. Al término de la temporada, fue seleccionado para disputar los prestigiosos McDonald's All-American Game, aunque no pudo disputar el partido por una lesión, Jordan Brand Classic y Nike Hoop Summit, donde fue el máximo reboteador (14) y taponador (6) de su equipo.

### Universidad
Comenzó su etapa universitaria en los Ducks de la Universidad de Oregón, donde apenas pudo disputar nueve partidos, promediando 21,0 puntos, 9,6 rebotes y 2,7 tapones, ya que en el partido que le enfrentaba a San Diego el 12 de diciembre, sufrió una fractura por estrés en el pie izquierdo, que le hizo perderse el resto de la temporada.
A pesar de su lesión y su corta carrera, en enero de 2019 anunció que abandonaba Oregón para preparar su entrada en el Draft de la NBA, renunciando así a los tres años de carrera que le restaban.

#### Estadísticas
| Año     | Equipo | PJ | PT | MPP  | %TC  | %3P  | %TL  | RPP | APP | ROB | TPP | PPP  |
| ------- | ------ | -- | -- | ---- | ---- | ---- | ---- | --- | --- | --- | --- | ---- |
| 2018–19 | Oregon | 9  | 9  | 29.8 | .561 | .520 | .757 | 9.6 | 1.0 | .8  | 2.7 | 21.0 |

### Profesional
Fue elegido en la cuadragésimo cuarta posición del Draft de la NBA de 2019 por Miami Heat, pero esa misma noche sus derechos fueron traspasados a Denver Nuggets.
Tras dos años y medio en Denver, el 9 de enero de 2022, es traspasado a Detroit Pistons a cambio de Rodney McGruder. Sin embargo, los Pistons anularon el traspaso debido a que Bol Bol no pasó el reconocimiento. Finalmente, el 18 de enero se supo que sería operado del pie, y que se perdería varios meses de competición. Esa misma noche es traspasado a Boston Celtics en un acuerdo a tres bandas. Sin llegar a debutar, el 10 de febrero es traspasado junto a P. J. Dozier a Orlando Magic.
El 30 de octubre de 2022 consiguió su primer doble-doble en la liga, con 16 puntos y 11 rebotes ante Dallas Mavericks en su segunda titularidad con los Magic, a los que añadió 3 tapones.
El 4 de julio de 2023 es cortado por los Magic. Pero el 16 de julio firma por un año con los Phoenix Suns.

## Estadísticas de su carrera en la NBA

### Temporada regular
| Año     | Equipo  | PJ  | PT | MPP  | %TC  | %3P  | %TL  | RPP | APP | ROB | TPP | PPP |
| ------- | ------- | --- | -- | ---- | ---- | ---- | ---- | --- | --- | --- | --- | --- |
| 2019-20 | Denver  | 7   | 0  | 12.4 | .500 | .444 | .800 | 2.7 | .9  | .3  | .9  | 5.7 |
| 2020-21 | Denver  | 32  | 2  | 5.0  | .431 | .375 | .667 | .8  | .2  | .1  | .3  | 2.2 |
| 2021-22 | Denver  | 14  | 0  | 5.8  | .556 | .250 | .400 | 1.4 | .4  | .1  | .1  | 2.4 |
| 2022-23 | Orlando | 70  | 33 | 21.5 | .546 | .265 | .759 | 5.8 | 1.0 | .4  | 1.2 | 9.1 |
| 2023-24 | Phoenix | 43  | 0  | 10.9 | .616 | .423 | .789 | 3.2 | .4  | .2  | .6  | 5.2 |
| 2024-25 | Phoenix | 36  | 10 | 12.4 | .525 | .344 | .769 | 2.9 | .6  | .3  | .7  | 6.8 |
| Total   | Total   | 202 | 45 | 13.6 | .545 | .332 | .749 | 3.5 | .6  | .3  | .8  | 6.2 |

### Playoffs
| Año   | Equipo  | PJ | PT | MPP | %TC  | %3P  | %TL  | RPP | APP | ROB | TPP | PPP |
| ----- | ------- | -- | -- | --- | ---- | ---- | ---- | --- | --- | --- | --- | --- |
| 2020  | Denver  | 4  | 0  | 5.3 | .556 | .667 | .875 | 1.3 | .0  | .5  | .5  | 4.8 |
| 2021  | Denver  | 3  | 0  | 2.0 | .000 | .000 | .000 | .3  | .7  | .0  | .0  | .0  |
| 2024  | Phoenix | 3  | 0  | 4.3 | .333 | —    | —    | 1.3 | .0  | .3  | .0  | .7  |
| Total | Total   | 10 | 0  | 4.0 | .462 | .500 | .875 | 1.0 | .2  | .3  | .2  | 2.1 |